# Coalición de entrenamiento de cazas F-16
La coalición de entrenamiento de cazas F-16 es una coalición internacional formada el 11 de julio de 2023, durante la Cumbre de Villna de 2023, con el fin de entrenar pilotos, técnicos y personal de apoyo al vuelo de aeronaves Lockheed Martin F-16 Fighting Falcon para la Fuerza Aérea de Ucrania. Originalmente, estaba formado por 11 Estados, Dinamarca, los Países Bajos, Bélgica, Canadá, Luxemburgo, Noruega, Polonia, Portugal, Rumania, Suecia y el Reino Unido, además de Ucrania. El grupo fue apodado "Ocean's 11" por el ministro de Defensa ucraniano, Oleksii Reznikov, en referencia a la película estadounidense Ocean's Eleven. El 22 de agosto se anunció que Grecia también se había unido a la coalición, mientras que el 24 de agosto los Estados Unidos de América también anunció que se unía a los esfuerzos de entrenamiento.  
Como parte de los esfuerzos de la coalición, también se creará un centro de formación en Rumania. Los Países Bajos, Rumania y la empresa estadounidense Lockheed Martin contribuirán a la creación y al mantenimiento de dicho centro.

## Antes de la cumbre de Vilna
En febrero de 2023, el primer ministro del Reino Unido, Rishi Sunak, anunció la intención del Reino Unido de formar pilotos ucranianos para el caza F-16. Sin embargo, y dado que el Reino Unido y su Real Fuerza Aérea no son un operador de aeronaves F-16, sólo podrían proporcionar entrenamiento de vuelo elemental y básico. El gobierno británico también anunció su intención de crear una coalición internacional para dotar a Ucrania de capacidades de combate aéreo tras una reunión entre el primer ministro británico y su homólogo holandés, Mark Rutte, en la cumbre del Consejo de Europa, celebrada en Islandia, el 17 de mayo de 2023. Luego, los Estados Unidos, Portugal, Dinamarca y Bélgica también declararon que se sumarían a la iniciativa.
Más tarde ese mes, se informó que 20 pilotos ucranianos iban a comenzar con su entrenamiento de vuelo en el Reino Unido. La capacitación se limitaría a los conceptos básicos en tierra, lo que prepararía a los pilotos para una capacitación más específica, posterior, con aeronaves F-16. En junio, el gobierno holandés presentó un plan según el cual los pilotos ucranianos participarían en un entrenamiento de vuelo básico, y en programas que aumentarían su dominio del idioma inglés. Según este plan, también se establecería un centro de formación "en un Estado miembro de la OTAN de Europa del Este". Poco después aparecieron especulaciones de que el miembro de la OTAN era, en cuestión, Rumania, y el sitio de noticias de defensa Defence Rumania señaló que Rumania era el único país de la OTAN que operaba el F-16 en la región, y que el establecimiento de dicho centro también sería beneficioso para la país, pues el mismo había comprado 32 cazas F-16 de Noruega y se encontró con desafíos para la capacitación de los pilotos necesarios.
A principios de julio se anunció que el Ministerio de Defensa rumano firmaría un acuerdo con Lockheed Martin para la creación de un centro de entrenamiento de F-16 en Rumanía, con la condición de que los pilotos rumanos tuvieran prioridad. Así lo confirmó Ray Piselli, vicepresidente de Asuntos Internacionales de Lockheed Martin, quien dijo que la compañía recibió una solicitud para crear un centro de capacitación que atenderá a los pilotos rumanos y Aliados, con la expectativa de incluir también a pilotos ucranianos. El 6 de julio, tras una reunión del Consejo Supremo Rumano de Defensa Nacional, antes de la Cumbre de Vilnius, se discutió y aprobó más a fondo la posible participación de Rumania en la coalición internacional F-16, y la sede del centro de entrenamiento.

## La coalición F-16
El 11 de julio se firmó un memorando entre 11 naciones y Ucrania durante la Cumbre de Vilna. Como parte del memorando firmado, los pilotos, técnicos y personal de apoyo ucranianos participarán en el programa de formación. La coalición estaba formada por Canadá, Bélgica, Dinamarca, Luxemburgo, Países Bajos, Noruega, Polonia, Portugal, Rumania, Suecia y el Reino Unido. Según el Secretario del Departamento de Defensa de los Estados Unidos, Lloyd Austin, Dinamarca y los Países Bajos asumieron el liderazgo de la coalición formada, y las dos naciones deben, entonces, delinear el plan de entrenamiento. También se informó que la formación de los pilotos ucranianos comenzará y se llevará a cabo en Dinamarca, en los niveles tácticos y técnicos básicos.
El 22 de agosto, el presidente ucraniano, Volodymyr Zelenskyy, anunció que Grecia se unió a la coalición, y que ayudará con la formación de pilotos ucranianos. Dos días después, Estados Unidos anunció su participación también en la formación de pilotos ucranianos. Según informa el Departamento de Defensa, se espera que el entrenamiento en los Estados Unidos comience en octubre, en la Base de la Guardia Nacional Aérea de Morris, en Tucson, Arizona. El ministro búlgaro de Defensa, Todor Tagarev, también anunció la intención de su país de unirse a la coalición, y de proporcionar formación al personal médico y al personal de tierra.

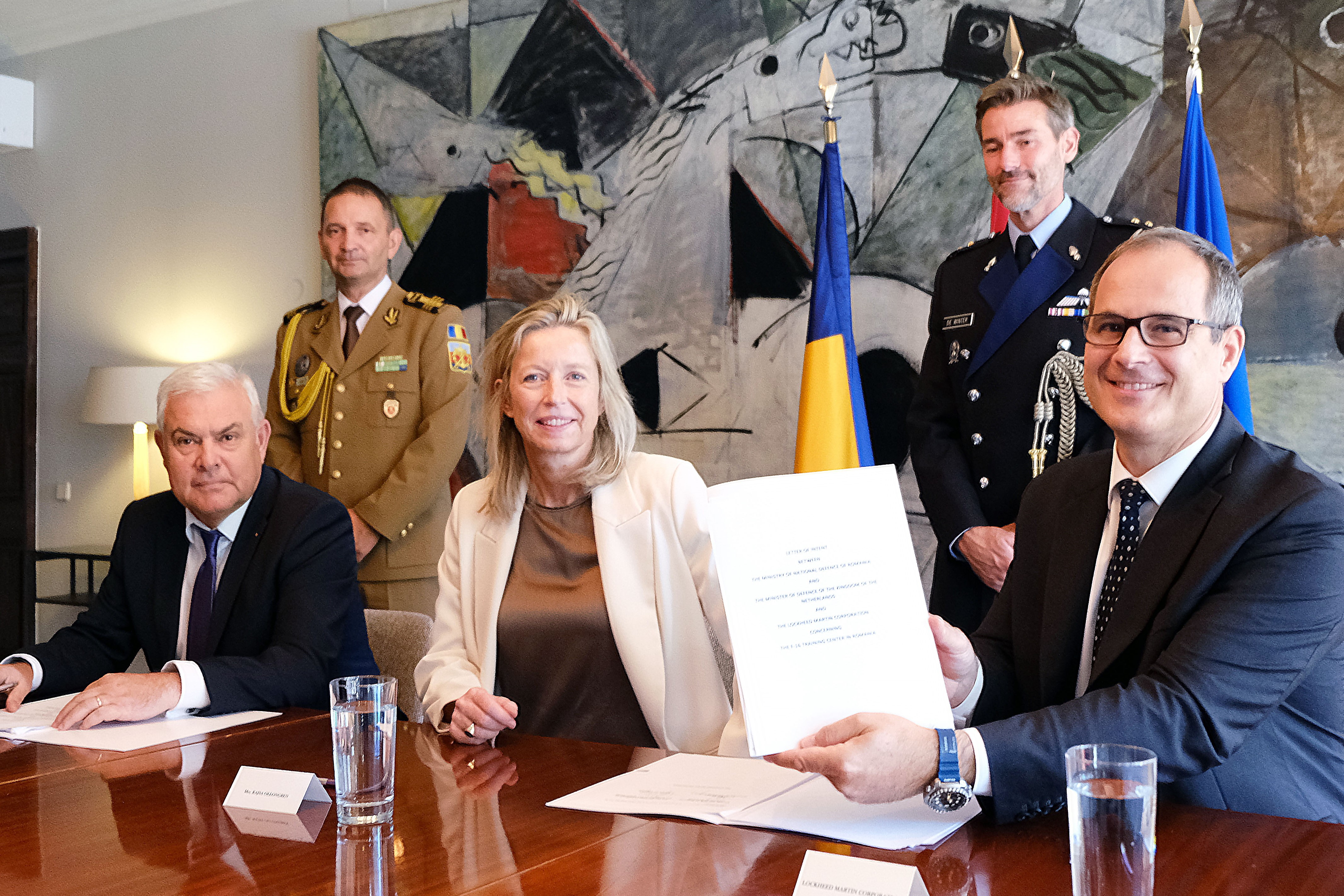
Carta de intención firmada por Rumania, Países Bajos y Lockheed Martin

### Centro de Entrenamiento
Después de la Cumbre de Vilna, se anunció que el Centro de Entrenamiento de F-16 en Rumania estaría ubicado en la 86.º Base Aérea de la Fuerza Aérea Rumana, en Fetești. El Centro de Entrenamiento estará financiado por todos los miembros de la coalición, mientras que Rumania proporciona la infraestructura de la base, los Países Bajos proporcionarán los F-16 para el entrenamiento, y Lockheed Martin proporcionará los instructores a través de su subcontratista, Draken International. El Centro entrará en funcionamiento a finales de 2023, y la formación de pilotos comenzará a principios de 2024. Según lo acordado, los pilotos rumanos comenzarán su entrenamiento primero, para que luego el centro se amplíe e incluya a los pilotos ucranianos y de otros países.
A finales de agosto de 2023, se informó que los Países Bajos llevarían inicialmente 12 F-16 al Centro de Entrenamiento. El número de F-16 podría aumentar aún más, hasta 18 aviones. Antes de que pueda comenzar el entrenamiento, estos aviones se utilizarán primero para cursos de actualización de los instructores contratados de F-16. El entrenamiento se llevará a cabo únicamente en el espacio aéreo de la OTAN.

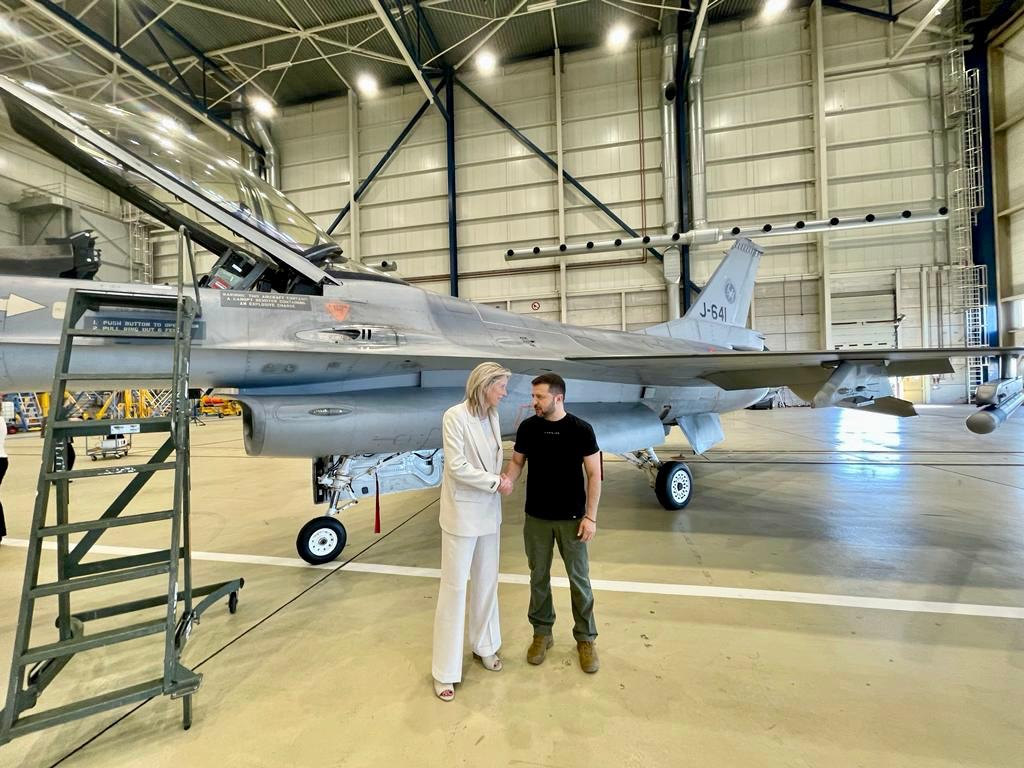
El presidente ucraniano, Volodímir Zelenski (derecha), con la ministra de defensa holandesa, Kajsa Ollongren, en la Base Aérea de Eindhoven, en los Países Bajos. Detrás, un caza F-16, 2023.

Durante la reunión informal de Ministros de Defensa de la Unión Europea en Toledo, España, el ministro de Defensa rumano, Angel Tîlvăr, junto con la ministra de Defensa holandesa, Kajsa Ollongren y el ejecutivo Filippo Marchetti, de Lockheed Martin, firmaron una carta de intención sobre el establecimiento del Centro de Entrenamiento de F-16 en Rumania. El primer ministro rumano, Marcel Ciolacu, confirmó también que se obtuvieron las aprobaciones necesarias para iniciar la formación.

## Futuros cazas F-16 suministrados a Ucrania
El 17 de agosto, los Estados Unidos de América aprobó la donación de cazas F-16 para Ucrania, provenientes desde las flotas de las Fuerzas Aéreas de Dinamarca y de los Países Bajos. Posteriormente, ambos países anunciaron su intención de suministrar a Ucrania 19 y 42 aviones, respectivamente. Por otra parte, Noruega también ha anunciado su intención de donar F-16 a Ucrania, aunque aún no se han revelado cifras.